# 市原市立高滝小学校
市原市立高滝小学校（いちはらしりつ たかたきしょうがっこう）は、千葉県市原市養老にかつて存在した公立小学校。通称は高小（たかしょう）。2013年（平成25年）3月31日をもって閉校した。

## 概要
市原市南部の加茂地区に位置する。明治時代に開校した歴史のある小学校であったが、児童数の減少によって2012年度（平成24年度）末をもって市原市立加茂小学校に統合される形で閉校した。
現在は廃校施設を活用して高滝グランピングリゾートがオープンし、グランピング施設とラスク工房が設置されている。

## 沿革

### 概歴

#### 大東亜戦争前
1873年（明治6年）に大和田校と本郷校を統合して高滝校として開校、同時に外部田校も開校した。1879年（明治12年）に高滝校が養老校に改称、1883年（明治16年）には外部田校が久保へ移転して久保小学校と改称している。1887年（明治20年）には養老校に尋常小学校を設置、1893年（明治26年）には高等科を設置している。その後1903年（明治36年）に初等科と高等科を分離して養老尋常小学校と高滝高等小学校となるが、高滝高等小学校は1917年（大正6年）に養老尋常小学校に統合、同時に養老尋常小学校に高等実業補修学校を設置している。1923年（大正12年）には養老尋常小学校と高滝実習補修学校を統合して高滝尋常小学校となり、その10年後の1933年（昭和8年）に高滝尋常小学校と久保尋常小学校が統合、高滝尋常高等小学校となった。1941年（昭和16年）には国民学校令によって高滝国民学校となっている。

#### 大東亜戦争後
1947年（昭和22年）に学校教育法が施行されて高滝村立高滝小学校となり、その後市町村合併により1954年（昭和29年）に加茂村立高滝小学校、1967年（昭和42年）に市原市立高滝小学校となっている。ベビーブーム頃に児童数の最大を迎えたが、その後は減少が続き、2013年（平成25年）3月31日をもって閉校となった。翌4月1日より、加茂地区の全ての小学校が統合され、市原市立加茂小学校が新しく開校している。

#### 閉校後
2018年（平成30年）より廃校施設の再利用に向けて、民間事業者向けのサウンディング調査（対話型市場調査）を実施した。これによって旧高滝小学校が利活用のニーズが高いことを確認した。翌年に旧高滝小学校の利活用に係る公募型プロポーザルを実施し、株式会社グランバー東京ラスクグループの提案を採択した。この内容としては、グラウンドと校舎をグランピング施設として活用して洋菓子工房を併設するというスタイルで、2つの観光施設として活用をするというものであった。2020年（令和2年）より当該団体（運営は同グループ会社の株式会社HAMIRU）への施設貸与を開始し、翌2021年（令和3年）に高滝湖グランピングリゾートとしてオープンした。

### 年表
年表は以下の通りである。
- 1873年（明治6年） - 高滝校として開校。
- 1879年（明治12年） - 養老校に改称。
- 1887年（明治20年） - 尋常小学校を設置。
- 1893年（明治26年） - 高等科を設置。
- 1903年（明治36年） - 高等科を分離して養老尋常小学校となる。
- 1917年（大正6年） - 高滝高等小学校を統合。高等実業補修学校設置。
- 1923年（大正12年） - 高滝尋常小学校に改称。
- 1933年（昭和8年） - 高滝尋常高等小学校に改称。
- 1941年（昭和16年）4月1日 - 高滝国民学校に改称。
- 1947年（昭和22年）4月1日 - 高滝村立高滝小学校に改称。
- 1954年（昭和29年）1月15日 - 加茂村立高滝小学校に改称。
- 1967年（昭和42年）10月1日 - 市原市立高滝小学校に改称。
- 1969年（昭和44年） - 校舎第一期竣工。
- 1974年（昭和49年） - 校舎第二期竣工。
- 1979年（昭和54年） - 体育館完成。
- 1997年（平成9年） - 増築校舎完成。
- 2013年（平成25年）3月31日 - 閉校。
- 2021年（令和3年）4月1日 - 校地跡を利用して高滝湖グランピングリゾートがオープン[2][4]。

## 校則

### 校章
「高小」の文字の裏手に蓮の花が描かれている。

### 校歌
校歌についての情報は以下の通りである。
- 作詞：白鳥省吾
- 作曲：長津義司

## 通学区域
閉校直前の2012年（平成24年）4月1日には以下の町丁字とその範囲を通学区域に指定していた。
- 外部田
- 久保
- 駒込
- 山口
- 養老
- 本郷
- 高滝
- 大和田
- 不入

## 通学区域内施設
通学区域内の主な施設は以下の通りである。
- 高滝湖
- 市原湖畔美術館（水と彫刻の丘）

## 中学校区
1947年4月1日 - 1954年1月14日
- 高滝村立高滝中学校

1954年1月15日 - 1965年3月31日
- 加茂村立高滝中学校

1965年4月1日 - 1967年9月30日
- 加茂村立加茂中学校

1967年10月1日 - 2013年3月31日
- 市原市立加茂中学校

## アクセス
- 高滝駅から徒歩8分